# Nekrolog 1542
Nekrolog
◄◄
| ◄
| 1538
| 1539
| 1540
| 1541
| 1542 | 1543 | 1544 | 1545 | 1546 | ► | ►►
Weitere Ereignisse | Allgemeiner Nekrolog 1542
Die Beschreibung der verstorbenen Person sollte so kurz wie möglich gehalten sein und nur deren signifikante Tätigkeit(en) enthalten.
Neue Namen ggf. auch unter dem Geburts- und Sterbedatum, also etwa unter 1. Januar und im Geburts- und Sterbejahr (2024) eintragen (nur bei entsprechender großer Wichtigkeit). Für Beispiele siehe die schon vorhandenen Artikel.
Außerdem über die fünf zuletzt Verstorbenen, zu denen es einen ausreichend guten Artikel für eine Präsentation auf der Hauptseite gibt, nach der todesbedingten Überarbeitung der Artikel ggf. auch unter Wikipedia Diskussion:Hauptseite informieren und sie am besten auch in den anderen Wikipedia-Sprachversionen eintragen. Tipp: Regelmäßig bei news.google.de nach „ist tot“, „gestorben“ oder „verstorben“ suchen.
Wenn eine Person gestorben ist, gibt es viele Seiten zu dieser Person in der Wikipedia, die davon auch betroffen sind und entsprechend aktualisiert werden müssen. Beispiele: Namenübersichtsseite, Geburtsjahr, Geburtsort-Seiten und viele mehr.
Wie finde ich die betroffenen Seiten?
Im Suchfeld auf der linken Seite gibt man den Suchbegriff so ein: „Vorname Nachname“. Dann klickt man auf Volltext und alle Seiten mit entsprechendem Suchtext werden aufgerufen. Hier sieht man dann schnell, wo auch das Todesjahr Sinn macht oder sogar ein Teil des Artikels angepasst werden muss. Auch hilft das „Werkzeug“ auf der linken Seite sehr gut, um solche Seiten aufzufinden: „Links auf diese Seite“. Somit ist die Wikipedia wieder aktuell in allen Bereichen! Hinweis: bei Eintragung der Kategorie „Gestorben JAHR“ wird der Missbrauchsfilter 49 ausgelöst, was jedoch nicht schlimm ist. Siehe: Spezial:Missbrauchsfilter/49
Dies ist eine Liste von im Jahr 1542 verstorbenen bekannten Persönlichkeiten. Die Einträge erfolgen innerhalb der einzelnen Daten alphabetisch sortiert. Tiere sind im Nekrolog für Tiere zu finden.

## Januar
| Tag        | Name                         | Beruf, bekannt als                             | Alter | Beleg |
| ---------- | ---------------------------- | ---------------------------------------------- | ----- | ----- |
| 4. Januar  | Dietrich VIII. von Gemmingen | Grundherr in Steinegg und Tiefenbronn          |       |       |
| 6. Januar  | Bernard van Orley            | flämischer Maler                               |       |       |
| 10. Januar | Gerhard Geldenhauer          | Humanist und Theologe                          |       |       |
| 12. Januar | Ambrosius Berndt             | deutscher Philologe und evangelischer Theologe |       |       |
| 25. Januar | Heinrich Brömse              | deutscher Jurist und kaiserlicher Rat          | 66    |       |

## Februar
| Tag         | Name                | Beruf, bekannt als                               | Alter | Beleg |
| ----------- | ------------------- | ------------------------------------------------ | ----- | ----- |
| 1. Februar  | Hieronymus Aleander | päpstlicher Gesandter                            | 61    |       |
| 2. Februar  | Ambrosius Iphofer   | österreichischer Kanoniker, Jurist und Pfalzgraf |       |       |
| 13. Februar | Jane Boleyn         | englische Adelige am Hofe Heinrichs VIII.        |       |       |
| 13. Februar | Alessandro Cesarini | italienischer Bischof und Kardinal               |       |       |
| 13. Februar | Catherine Howard    | 5. Ehefrau des englischen Königs Heinrich VIII.  |       |       |
| 20. Februar | Jobst von Dewitz    | Pommerscher Staatsmann                           |       |       |
| Februar     | Nikolaus Federmann  | Handelsagent und Entdecker                       |       |       |

## März
| Tag     | Name           | Beruf, bekannt als                                                  | Alter | Beleg |
| ------- | -------------- | ------------------------------------------------------------------- | ----- | ----- |
| 1. März | Bia de’ Medici | uneheliche Tochter von Cosimo I. de’ Medici, Großherzog der Toskana |       |       |

## April
| Tag       | Name                    | Beruf, bekannt als              | Alter | Beleg |
| --------- | ----------------------- | ------------------------------- | ----- | ----- |
| 21. April | Johannes Cellarius      | deutscher lutherischer Theologe |       |       |
| April     | Simon I. von Lilienfeld | 37. Abt von Stift Lilienfeld    |       |       |

## Mai
| Tag     | Name                     | Beruf, bekannt als                    | Alter | Beleg |
| ------- | ------------------------ | ------------------------------------- | ----- | ----- |
| 6. Mai  | Nicolaus Boie der Ältere | deutscher Reformator                  |       |       |
| 19. Mai | Abdussamed Diyarbekri    | türkischer Chronist und Übersetzer    |       |       |
| 21. Mai | Hernando de Soto         | spanischer Seefahrer und Konquistador |       |       |
| 23. Mai | Gendün Gyatsho           | zweiter Dalai Lama                    | 66    |       |
| 24. Mai | Caspar Güttel            | lutherischer Theologe und Reformator  |       |       |
| 26. Mai | Jörg Graff               | deutscher Poet und Bänkelsänger       |       |       |

## Juni
| Tag      | Name               | Beruf, bekannt als                             | Alter | Beleg |
| -------- | ------------------ | ---------------------------------------------- | ----- | ----- |
| 3. Juni  | Johann Hefentreger | deutscher lutherischer Theologe und Reformator |       |       |
| 9. Juni  | Karsten Timmermann | Ratsherr der Hansestadt Lübeck                 |       |       |
| 14. Juni | Christoph Scheurl  | deutscher Jurist, Diplomat und Humanist        | 60    |       |
| 19. Juni | Leo Jud            | Schweizer Reformator                           |       |       |

## Juli
| Tag      | Name              | Beruf, bekannt als                                        | Alter | Beleg |
| -------- | ----------------- | --------------------------------------------------------- | ----- | ----- |
| 8. Juli  | Johannes Lüthard  | Franziskanerbruder und reformatorischer Prediger in Basel |       |       |
| 15. Juli | Lisa del Giocondo | eventuell die Mona-Lisa-Vorlage                           | 63    |       |

## August
| Tag        | Name              | Beruf, bekannt als                                                                      | Alter | Beleg |
| ---------- | ----------------- | --------------------------------------------------------------------------------------- | ----- | ----- |
| 17. August | Dominik Zili      | Schweizer Reformator                                                                    |       |       |
| 23. August | Johann Ketzmann   | deutscher lutherischer Theologe, Pädagoge und Schulrektor                               | 55    |       |
| 24. August | Gasparo Contarini | venezianischer Diplomat, später Kardinal der römisch-katholischen Kirche                | 58    |       |
| 29. August | Cristóvão da Gama | portugiesischer Soldat                                                                  |       |       |
| August     | Peter Henlein     | deutscher Schlossermeister und wohl Erfinder der am Körper tragbaren Uhr in Deutschland |       |       |

## September
| Tag           | Name                      | Beruf, bekannt als                | Alter | Beleg |
| ------------- | ------------------------- | --------------------------------- | ----- | ----- |
| 17. September | Dionisio Neagrus Laurerio | italienischer Kardinal            |       |       |
| 25. September | Thomas Kantzow            | deutscher Chronist und Historiker |       |       |
| September     | Diego de Almagro el Mozo  | spanischer Konquistador           |       |       |

## Oktober
| Tag         | Name                                        | Beruf, bekannt als                                                             | Alter | Beleg |
| ----------- | ------------------------------------------- | ------------------------------------------------------------------------------ | ----- | ----- |
| 6. Oktober  | Werner Steiner der Jüngere                  | Schweizer Reformator                                                           | 50    |       |
| 11. Oktober | Thomas Wyatt                                | englischer Dichter und Diplomat                                                |       |       |
| 15. Oktober | William Fitzwilliam, 1. Earl of Southampton | Lordsiegelbewahrer, Chancellor of the Duchy of Lancaster                       |       |       |
| 23. Oktober | Johannes Zwick                              | deutscher Kirchenliederdichter                                                 |       |       |
| 28. Oktober | Kaspar III. Winzerer                        | kaiserlicher Rat des Kaisers Karl V., Pfleger zu Tölz und bayerischer Feldherr |       |       |
| Oktober     | Nicolaus Boie der Jüngere                   | evangelischer Theologe, Reformator und Kirchenlieddichter                      |       |       |

## November
| Tag          | Name                     | Beruf, bekannt als                                             | Alter | Beleg |
| ------------ | ------------------------ | -------------------------------------------------------------- | ----- | ----- |
| 10. November | Felipe Bigarny           | französisch-spanischer Bildhauer und Architekt der Renaissance |       |       |
| 10. November | Dietrich von Schönenberg | Adliger im Dienst der Kurpfalz, Burggraf und Oberamtmann       |       |       |
| 25. November | Heinrich Stromer         | deutscher Mediziner und Gründer von Auerbachs Keller           |       |       |

## Dezember
| Tag          | Name                          | Beruf, bekannt als   | Alter | Beleg |
| ------------ | ----------------------------- | -------------------- | ----- | ----- |
| 9. Dezember  | Christoph Fuchs von Fuchsberg | Bischof von Brixen   |       |       |
| 14. Dezember | Jakob V.                      | König von Schottland | 30    |       |

## Datum unbekannt
| Tag | Name                  | Beruf, bekannt als                                                     | Alter | Beleg |
| --- | --------------------- | ---------------------------------------------------------------------- | ----- | ----- |
|     | Rodrigo Alemán        | spanischer Bildhauer                                                   |       |       |
|     | Leonhard Beck         | deutscher Maler und Zeichner                                           |       |       |
|     | Girolamo Benivieni    | italienischer Dichter                                                  |       |       |
|     | Juan Boscán Almogávar | spanischer Dichter                                                     |       |       |
|     | Nicolaes Cleynaerts   | belgischer Humanist, Theologe, Grammatiker, Orientalist und Semitist   |       |       |
|     | Antonello Crescenzio  | italienischer Maler                                                    |       |       |
|     | Luís Dias             | portugiesischer Schuhmacher und falscher Messias                       |       |       |
|     | Johann Faber          | Buchdrucker                                                            |       |       |
|     | Clemens Grote         | deutscher Domherr                                                      |       |       |
|     | Georg von Höwen       | Obervogt von Tuttlingen                                                |       |       |
|     | Hans Kugelmann        | deutscher Komponist und Hoftrompeter                                   |       |       |
|     | Antonius Margaritha   | jüdischer Konvertit und Hebraist                                       |       |       |
|     | Caecilia von Oldessem | Äbtissin des Klosters Harvestehude und Domina des Stiftes St. Johannis |       |       |
|     | Andreas Pflugk        | Rat, Amtmann und Rittergutsbesitzer                                    |       |       |
|     | Bartolomeo Ramenghi   | italienischer Maler                                                    |       |       |
|     | Johann Rurer          | evangelischer Theologe und Reformator                                  |       |       |
|     | Caspar Schaller       | Stadtschreiber in Basel und Bern, theologischer Publizist              |       |       |
|     | Gerhard Ungefug       | evangelischer Theologe und Pfarrer                                     |       |       |
|     | Johann Westermann     | deutscher evangelischer Theologe und Reformator                        |       |       |